# Paul Kuhn
Paul Kuhn, (Wiesbaden, 1928. március 12. –‎ Bad Wildungen, 2013. szeptember 23.) német dzsesszzongorista, énekes, zenekarvezető. Karmesere volt az SFB Big Bandnek, a Sender Freies Berlin zenekarnak, (az ARD-hoz tartozó nyugat-berlini tévének). Az 1972-es Eurovíziós Dalfesztivál német előadásának karmestere volt.

## Pályafutása
Kuhn egy krupié fiaként született Wiesbadenben. 1936-ban, nyolcévesen a berlini „Funk Exhibition”-on nyilvánosan fellépett harmonikával. Néhány évvel később megszerette a dzsesszzenét − amit a nácik rosszallottak. 1944-ben fellépett néhány alkalommal Párizsban, hogy szórakoztassa a Wehrmacht katonáit.
Az európai győzelem napja (1945. május 8.) után az amerikai erők megszállási övezetet alkottak Németország egyes részein, köztük a Frankfurt környéki régióban. Kuhnt az American Forces Network megbízásából szinte minden nap élőben volt a rádióban, egyedül vagy/és zenekarával. Kuhn átvette Glenn Miller stílusát, hangzását.
Az 1950-es években szórakoztató zenét hangszerelt és komponált. 1955 körül egyre gyakrabban adott elő popzenét. Azokat énekelte és kísérte zongorán. Az 1960-as években a nyugati német háztartások már tévét vásároltak; a zenei műsorok, nagyzenekarok és énekesek nagyon sikeresek voltak. 1968-ban Kuhnt a Sender Freies Berlin szórakoztató zenekarának vezetőjévé nevezték ki. 1980-ban a zenekar feloszlott. Kuhn Kölnbe költözött, és létrehozta saját zenekarát.
2000-től turnézott Max Gregerrel, Hugo Strasserrel és a Big Band des SWR-vel).
2011 végén Kuhn San Franciscóban felvett egy CD-t John Claytonnal és Jeff Hamiltonnal. Az album 2013-ban jelent meg.
Leghíresebb slágerei a „Der Mann am Klavie” (1954), a „Es gibt kein Bier auf Hawaii” (1963) és a „Die Farbe der Liebe” (1958) slágerlistások voltak.

## Filmek
- 1955: Wie werde ich Filmstar?
- 1956: Liebe, Sommer und Musik
- 1958: Biedermann und die Brandstifter (TV-film)
- 1959: Drillinge an Bord
- 1959: Liebe, Luft und lauter Lügen
- 1960: Romanze in Tüll (TV-film)
- 1965: Adieu 65: Hello 66 (TV-műsor)
- 1965: Vom Ersten das Beste (TV-műsor)
- 1966: Playgirl
- 1968–1972: Paul’s Party (TV-műsor)
- 1969: Unsere kleine Show (TV-műsor)
- 1970: Macskarisztokraták (A főcímdal énekese a német szinkronban)
- 1971: Der trojanische Sessel (TV-film)
- 1972: Glücksspirale (TV-műsor)
- 1972: Pauls Finale (TV-műsor)
- 1973: Peter Alexander präsentiert Spezialitäten (TV-műsor)
- 1975: Berlin grüßt Bern (TV-műsor)
- 1979: Noch ’ne Oper (TV-film)
- 1980: Hollywood, ich komme (TV-műsor)
- 1981: Gong Show (Fernsehshow)
- 1981: So schön wie heut’, so müßt’ es bleiben (TV-műsor)
- 1982: Das kann ja heiter werden (TV-műsor)
- 1984: Lach mal wieder (TV-műsor)
- 1985: Der Mann am Klavier (TV-műsor)
- 1992: Der Forstarzt (TV-műsor)
- 1994: Die Stadtindianer (televíziós sorozat)
- 2010: Schenk mir dein Herz

## Fordítás
Ez a szócikk részben vagy egészben  a   Paul Kuhn (band leader) című angol Wikipédia-szócikk ezen változatának fordításán alapul.  Az eredeti cikk szerkesztőit annak laptörténete sorolja fel. Ez a jelzés csupán a megfogalmazás eredetét és a szerzői jogokat jelzi, nem szolgál a cikkben szereplő információk forrásmegjelöléseként.